# Noémie Godin-Vigneau
Pour les articles homonymes, voir Godin et Vigneau.
Noémie Godin-Vigneau est une actrice québécoise née le 25 octobre 1975 à Hull.

## Biographie
Née d'une mère acadienne, Colette Godin, et de l'artiste visuel Jean-Yves Vigneau, elle fait ses études secondaires à l'École secondaire publique de La Salle à Ottawa, ainsi qu'à l'École secondaire de l'Île à Hull. 
À 17 ans, elle déménage à Montréal pour poursuivre ses études à l'École nationale de théâtre du Canada. Peu après la fin de ses études, elle décroche un premier rôle (Ariane) sur la série populaire Diva, ce qui lance sa carrière en télévision et en cinéma et l'amène, entre autres, à jouer des rôles importants aux côtés de comédiens comme Catherine Deneuve, Gérard Depardieu, Laurent Lucas et Alexis Bledel.
En parallèle, Noémie Godin-Vigneau voyage et participe à des activités socio-culturelles en tant que porte parole et bénévole.   
Elle fait partie de plusieurs distributions de théâtre, notamment à Grignan, en France, avec la pièce Les Femmes savantes de Molière, en Belgique, et d'innombrables productions à travers le Canada.

## Filmographie

### Cinéma
- 1999 : Atomic Saké de Louise Archambault : Mathilde
- 2002 : Au plus près du paradis de Tonie Marshall : Carole
- 2004 : Je n'aime que toi de Claude Fournier : Daisy
- 2004 : Nouvelle-France de Jean Beaudin : Marie-Loup Carignan
- 2005 : L'Annulaire gauche de Martin Talbot : Julie
- 2010 : L'Affaire Kate Logan de Noël Mitrani : Valérie Gando
- 2012 : Camion de Rafaël Ouellet : Rebecca
- 2013 : Le Militaire de Noël Mitrani : Audrey
- 2013 : Le Météore de François Delisle : Suzanne
- 2016 : 9, le film, sketch Eccéité de Éric Tessier : Marie-Louise, une amie de Marc
- 2018 : Une colonie de Geneviève Dulude-De Celles : Nathalie
- 2019 : Cimes de Daniel Daigle : Cristelle

### Télévision
- 1997 : Diva (série télévisée): Ariane Léger
- 2002 : Bunker, le cirque : Valérie Dumais
- 2008 : La Promesse : Geneviève Laurier
- 2012 : Vertige : Jennifer Talbot
- 2012 - 2019: O' : Mina O'Hara
- 2023 :  Projet innocence : Sylvie Nault